# Georges Binet
Pour les articles homonymes, voir Binet.
Georges Jules Ernest Binet né au Havre le 30 avril 1865 et mort à Toulon le 9 juillet 1949 est un peintre français.
Il est connu pour ses peintures de scènes de la vie normande, de bords de plage, de rivière ou de paysages animés.

## Biographie
Fils de Jean Léon Adolphe Binet (1827-1905) et de Désirée Flore Deveaux (1837-1913), Georges Binet épouse en 1906 Madeleine Dan (1877-1967) avec qui il aura son unique fils Jean Georges Charles Maurice Binet. Ce dernier a publié en 1964 un ouvrage sur son père intitulé Georges Binet 1865-1949, mon père.
Georges Binet a un frère, Adolphe Binet (1858-1939), de sept ans son aîné.

## L'œuvre
La notoriété de Georges Binet s'est construite autour de son œuvre de paysagiste. Artiste originaire de Normandie, il représente les rives animées de la Seine au début du XXe siècle. Né au Havre, Georges Binet suit d'abord des cours de peinture chez le havrais Charles Lhullier, puis déménage à Paris où il fréquente les ateliers de Louis-Joseph-Raphaël Collin et de Fernand Cormon. Après cette formation académique, le peintre se tourne vers la manière des impressionnistes. Eugène Boudin, Camille Pissarro et Claude Monet l'influencent tout particulièrement dans la transcription des aspects fugaces de l'estuaire de la Seine. À partir des premières années du XXe siècle, Binet revient au pays de Caux. Il passe alors l'hiver au Havre, domicilié au 27, rue Saint Roch. L'été, il s'installe à Villequier, sur les bords de la Seine. Là, Binet réalise des portraits, compose des natures mortes et accomplit également quelques travaux décoratifs ; il réalisera par exemple, en collaboration avec Guillaume Le Vasseur, un vitrail pour une famille d'armateurs au manoir des Rocques, sur la route de Caudebec-en-Caux.
En 1941, Georges Binet quitte la Normandie pour la Provence et va habiter à Toulon. Ses paysages normands, ses vues des plages du pays de Caux représentés selon la technique impressionniste, s'avèrent toutefois les plus appréciés des amateurs. Ces compositions se caractérisent par de belles taches claires et mouvantes, des architectures à peine ébauchées, etc.
Il expose au Salon des artistes français de 1889 à 1939, notamment en 1903 : Pâturage près de Caudebec en Caux et à l'Exposition coloniale de 1906 à Marseille. Il expose à la galerie Legrip à Rouen en 1930.
Il collabora à l'exécution du panorama de Madagascar puis, avec Fernand Cormon, à l'exécution des deux principaux panneaux décoratifs de la gare d'Orsay à Paris. Il est l'auteur du panorama de la ville du Havre ornant l'un des salons de l'ancien hôtel de ville du Havre construit en 1857 par l'architecte Charles Brunet-Debaine et détruit par les bombardements de 1944.
Certaines autres de ses œuvres sont référencées par le ministère de la Culture.
MuséoSeine à Caudebec-en-Caux lui consacre une exposition lors du festival Normandie impressionniste 2020.

## Distinctions
Georges Binet est nommé chevalier de la Légion d'honneur le 29 janvier 1937, remise le 15 avril 1937 par Léon Meyer, ancien ministre, maire du Havre.
Sociétaire de la Société des artistes français, il remporte plusieurs médailles lors des concours organisés ainsi qu'aux expositions de Rouen, Amiens, Bordeaux, Versailles, etc. Il est membre du comité de la Société des artistes normands, membre de l'Amicale des peintres et sculpteurs français et membre de la Société des paysagistes français.

## Œuvres dans les collections publiques
- Le Havre, musée d'art moderne André-Malraux[8] :
  - L'Hôtel-de-ville du Havre en 1940 ;
  - La Plage de Sainte-Adresse ;
  - La Plage du Havre à marée basse avec l'ancien sémaphore ;
  - Tombeau fleuri au prieuré de Graville.

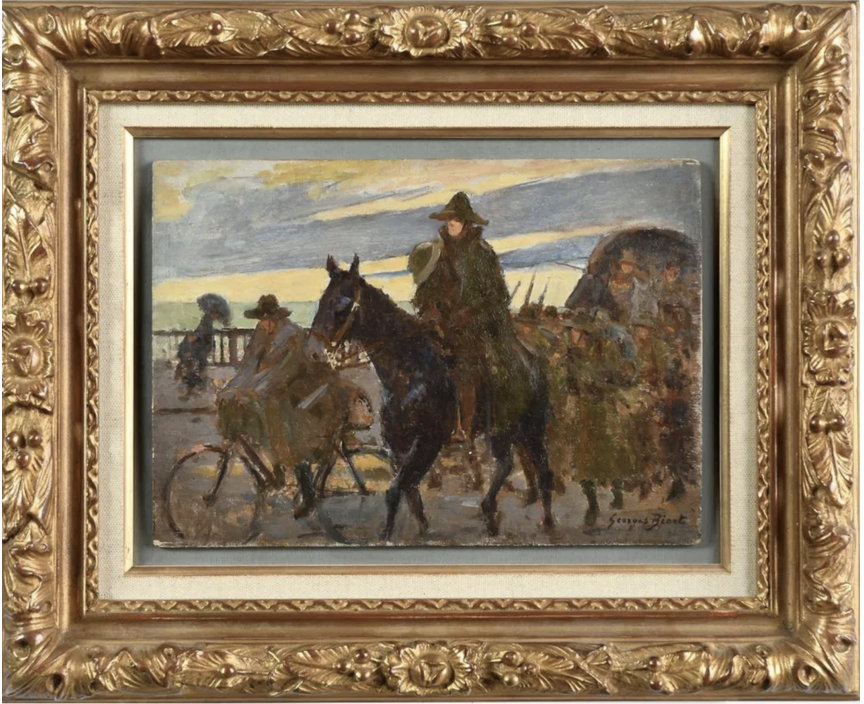
BINET George-Jules-Ernest. (1865-1949). « L’arrivée des américains au Havre en 1916 »
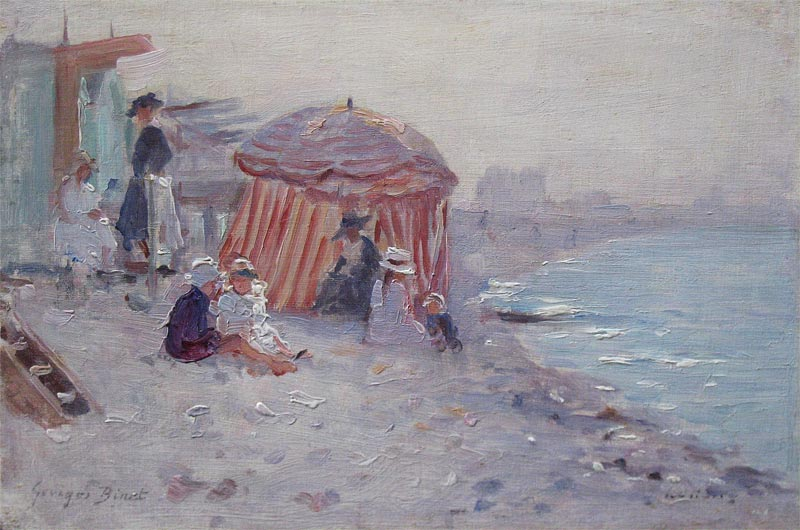